# 하이스 블롬
헤이스 블롬(Gijsbrecht Thijmen Matthias Blom, 1997년 1월 2일 ~ )은 네덜란드의 배우이다.
암스테르담에서 태어났다.

## 영화
- Sonny Boy (2011)
- 소년들 (2014) - 시거 역
- 네나 (2014, Nena)
- 페인킬러 (2014, Pijnstillers)
- 실크 로드 (2017, Silk Road)
- 존 F. 도노반의 죽음과 삶 (2018)
- 악의 (2019, Vals)
- 더 포가튼 배틀 (2020, De Slag om de Schelde)
- 데드 & 뷰티풀 (2021, Dead & Beautiful)